# Abū l-Faradsch Hārūn ibn Faradsch
Abū l-Faradsch Hārūn ibn Faradsch war ein karäischer Gelehrter.
Nach Auskunft des karäischen Chronisten David al-Hītī (frühes 15. Jahrhundert) lebte Abū l-Faradsch Hārūn in der ersten Hälfte des 11. Jahrhunderts in Jerusalem. Dort wirkte er an der von Yūsuf ibn Nūḥ begründeten Schule, deren Leitung er nach dem Tod desselben übernahm. In arabischer Sprache verfasste er mehrere grammatische Werke über das Hebräische, als bedeutendstes sein al-Kitāb al-Muštamil ʿalā l-ʾUṣūl wa-l-Fuṣūl fī l-Luġa al-ʿIbrāniyya (Umfassendes Buch über die grundlegenden Prinzipien und speziellen Regeln der Hebräischen Sprache), von dem auch eine Kurzfassung (al-Kitāb al-Kāfī) existiert. Sowohl in seiner Methodik als auch in seiner Terminologie unterschied er sich deutlich von seinem Lehrer und Vorgänger. Zudem verfasste er einen masoretischen Traktat, den Hidāyat al-qāriʾ (Anleitung für den Leser/Rezitator), der sowohl in einer langen als auch in einer kurzen Version überliefert ist.